# Mutual Uruguaya de Futbolistas Profesionales
La Mutual Uruguaya de Futbolistas Profesionales (MUFP), también conocida como la Mutual Uruguaya de Futbolers Profesionales, es el sindicato que tiene como objetivo velar por la mejoría social y deportiva de los futbolistas profesionales uruguayos. Pertenece a FIFPro, la organización internacional de futbolistas formada por 40 asociaciones nacionales y unos 38.000 miembros.
Fue fundada en 1946 y hoy en día su presidente es el futbolista Diego Scotti. El resto de la Comisión Directiva la conforman Mitchell Duarte, Juan Guillermo Castillo, Sergio Pérez, Danilo Lerda y Maximiliano Russo. La Comisión Fiscal la integran Eduardo Jaume, Jorge Barreto y Rúben Rodríguez. 
La Mutual cuenta un complejo deportivo denominado llamado 'Enrique Castro' (en redes sociales se refieren a él como el '#ComplejoMUFP'). Este cuenta con dos canchas abiertas, una cancha de césped sintético, áreas verdes, estacionamiento camarines y otras dependencias. En dicho Complejo se aloja y entrena el equipo volante de futbolistas libres, denominado actualmente '#EquipoMUFP' de la Mutual Uruguaya de Futbolistas Profesionales, que tiene a 'Apo' Yeladián y Cafú Barbosa a cargo y a un amplio plantel, el cual se enfrenta a clubes del fútbol profesional, clubes amateur y realiza partidos benéficos, a la espera de conseguir un club para jugar.
En la Sede Social de la MUFP, se brindan servicios como fisioterapia, médico deportólogo, dentista, entrenador nutricional y asesoramiento jurídico. A su vez, se han realizado vínculos con Instituciones para brindarle la posibilidad para que los futbolistas terminen la educación básica y otros cursos, como por ejemplo de Dirección Técnica y Gerencia Deportiva. 
Hoy en día, la MUFP cuenta con una nueva página web en la que está toda la información al respecto, y para seguir el día a día, la mejor forma es seguirlos en sus redes sociales oficiales: Twitter y Facebook.